# Thraseas
Thraseas († um 160 in Smyrna) war ein christlicher Märtyrer und Heiliger.
Thraseas wird bei Polykrates von Ephesus und Eusebius von Caesarea erwähnt. Demnach war er Bischof in Eumenia in Phrygien. Er wandte sich gegen die Montanisten und wird im Osterstreit als Vertreter der Quartodezimaner genannt. In Smyrna wurde er im Rahmen der Christenverfolgung hingerichtet. Das Martyrium liegt einem Brief des Polykrates von Ephesus an den römischen Bischof Viktor I. zufolge zwischen dem des Polykarp von Smyrna (um 155) und dem des Sagaris (166/67). Thraseas wird als Heiliger verehrt; sein Gedenktag ist der 5. Oktober.